# Kazuki Satō
Kazuki Satō (佐藤 一樹?, Satō Kazuki; Prefettura di Gunma, 27 giugno 1974) è un ex calciatore giapponese, di ruolo centrocampista.